# مادرگانج
مادرگانج (به لاتین: Madarganj) یک منطقهٔ مسکونی در بنگلادش است که در ناحیه جمال‌پور واقع شده‌است. مادرگانج ۲۲۵٫۳۸ کیلومتر مربع مساحت و ۲۰۱٬۹۹۵ نفر جمعیت دارد.